# Catalpa speciosa
Catalpa speciosa — вид квіткових рослин з родини біньйонієвих (Bignoniaceae).

## Опис
Це листопадне дерево, яке за сприятливих умов досягає максимальної висоти 38 метрів — зазвичай менше 16 метрів — і діаметра стовбура 1.3 метра. У вільному стані формує округлі крони з широко розпростертими гілками. Кора старих дерев коричнева або злегка червонувата. Зимові бруньки каштаново-коричневі. Молоді пагони від червоно-коричневого до пурпурового кольору. Листки супротивні чи в кільцях. Листові пластини 15–30 × 10–20 см, мають довгий розширений кінчик, цільні чи з кількома зубцями; верхня сторона гола, темно-зеленого кольору, нижня сторона світліша, запушена; на середній жилці й кутах жилок можуть бути темні залози. Квітки зібрані в волоть довжиною від 13 до 20 сантиметрів і стільки ж завширшки. Квітки двостатеві й зигоморфні, 6 см у діаметрі й 6 см у довжину. Віночок п'ятилопатевий, білого кольору, є червоно-коричневі й жовті смуги й плями, краї чітко хвилясті. Чашечка дволопатева, зовні волосиста, пурпурового кольору. Утворюється п'ять тичинок, з яких лише дві плідні. Плоди — коробочки завдовжки 20–50 см і 1.5 см ушир. Коли вони дозрівають у жовтні, вони світло-коричневі. Кожен плід містить численні світло-коричневі насінини розміром 25–35 × 5.5–8 мм, розташовані в два-чотири ряди і забезпечені двома рваними крилами.

## Поширення
Ареал: США (Теннессі, Індіана, Іллінойс, Арканзас, Міссурі, Луїзіана).
Цей вид є великим деревом, яке зустрічається на краях боліт, низин, берегів струмків, затокових заплав і низинних лісів.

## Використання
Вид тепер переважно використовують як велике декоративне тіньове дерево, тому її широко висаджують у містах як вуличне та газонне дерево. Природоохоронне використання включає насадження в проектах рекультивації вироблених земель і захисних смуг.

## Галерея

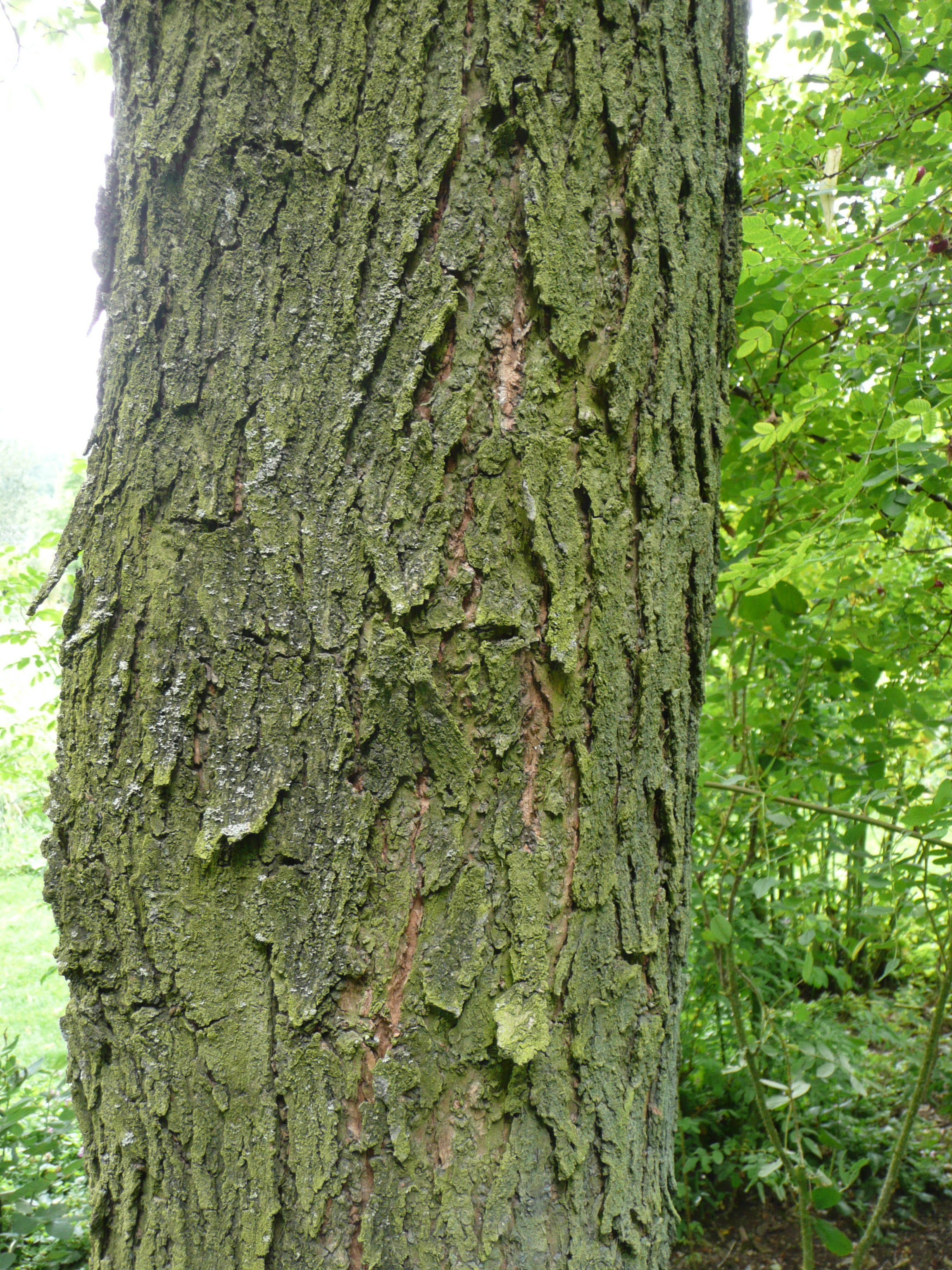
стовбур
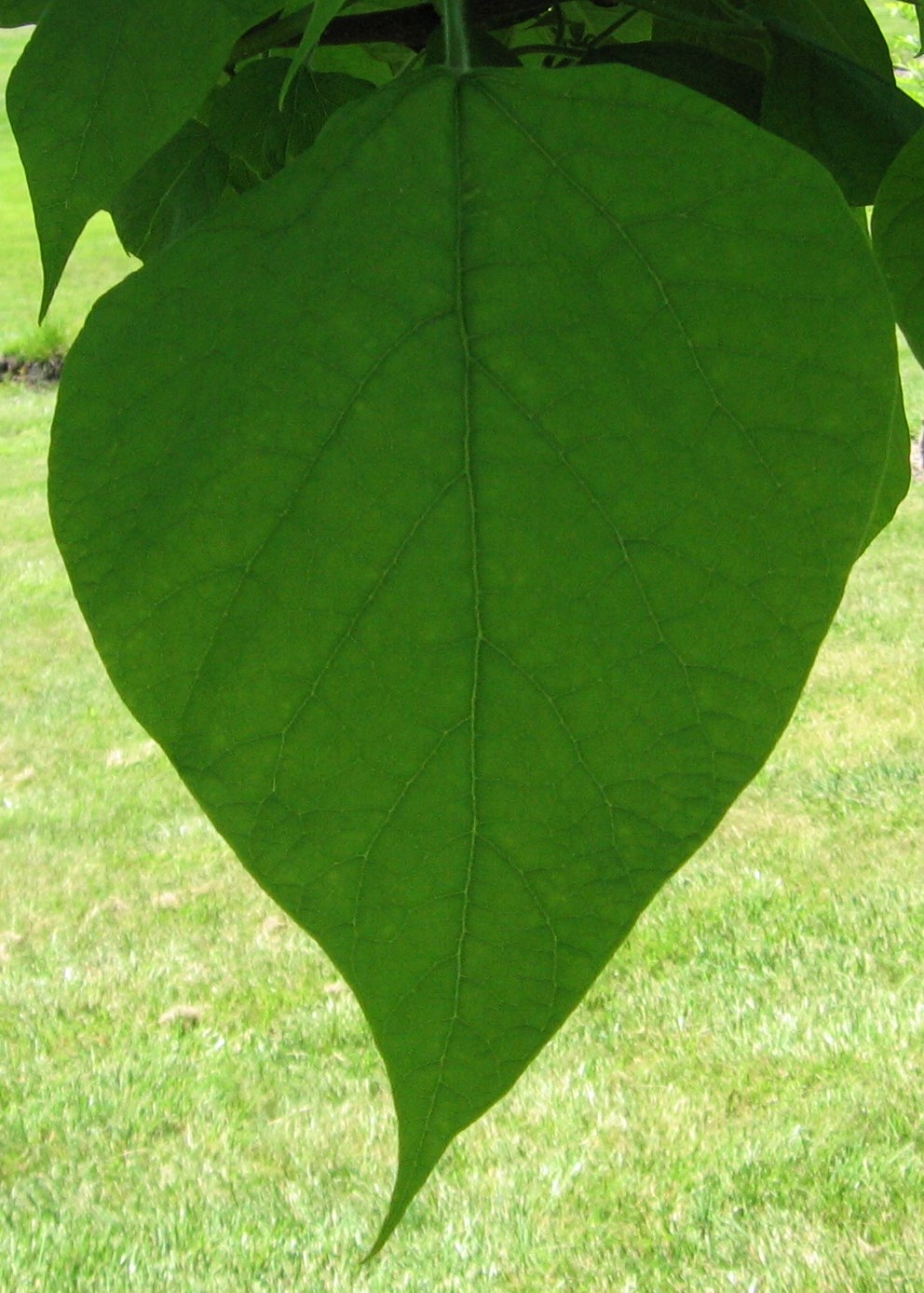
листок
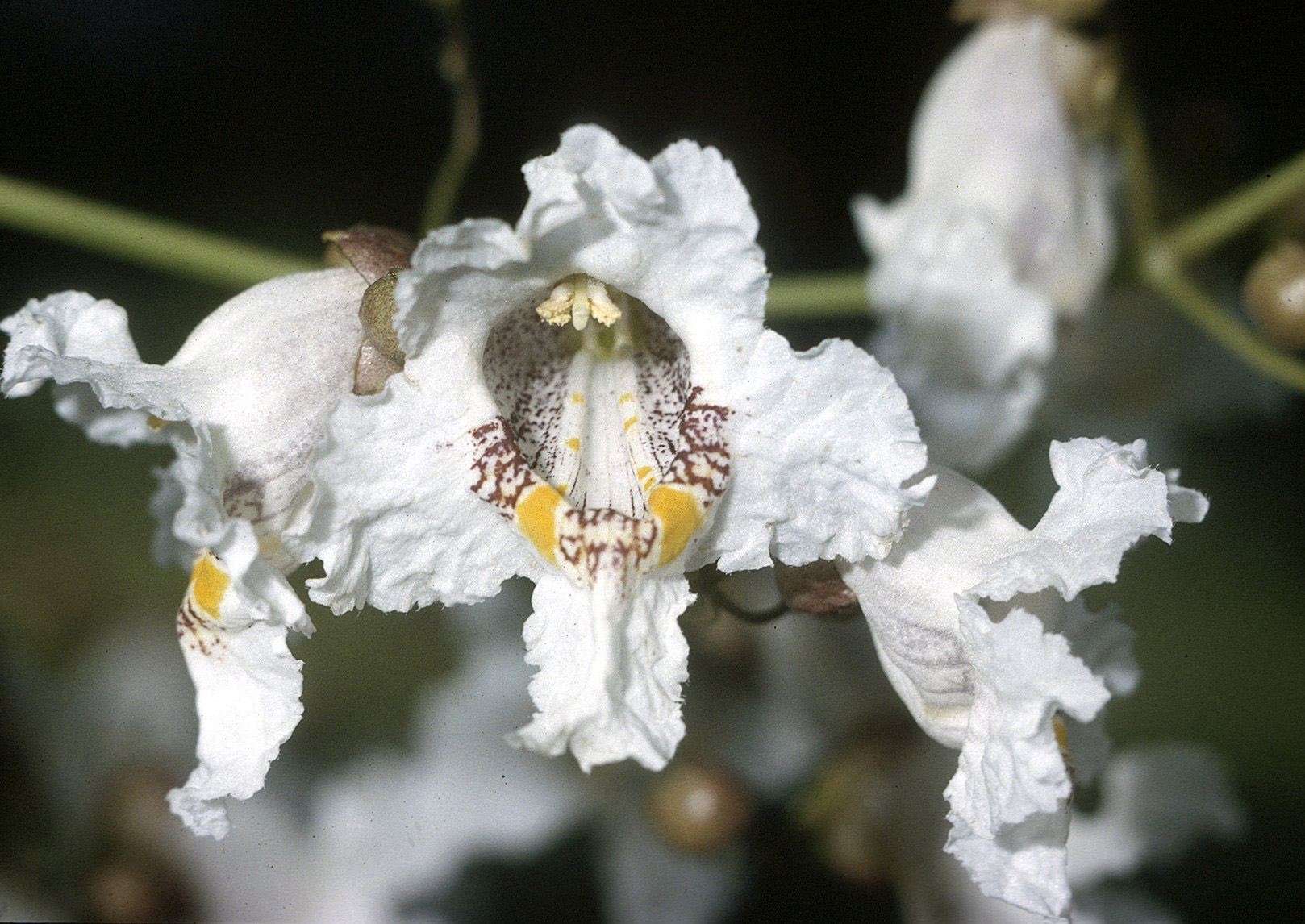
квітка
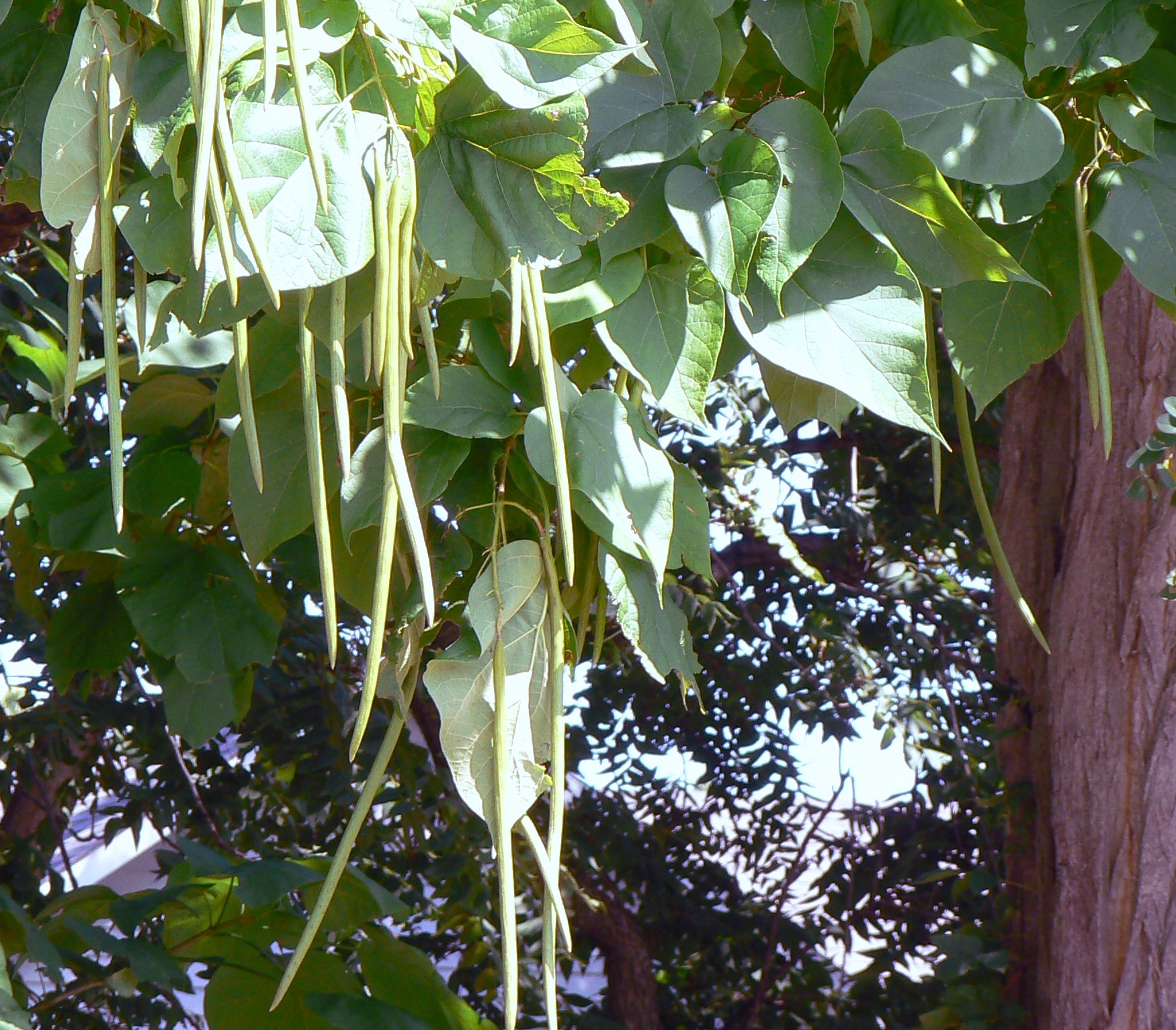
плоди
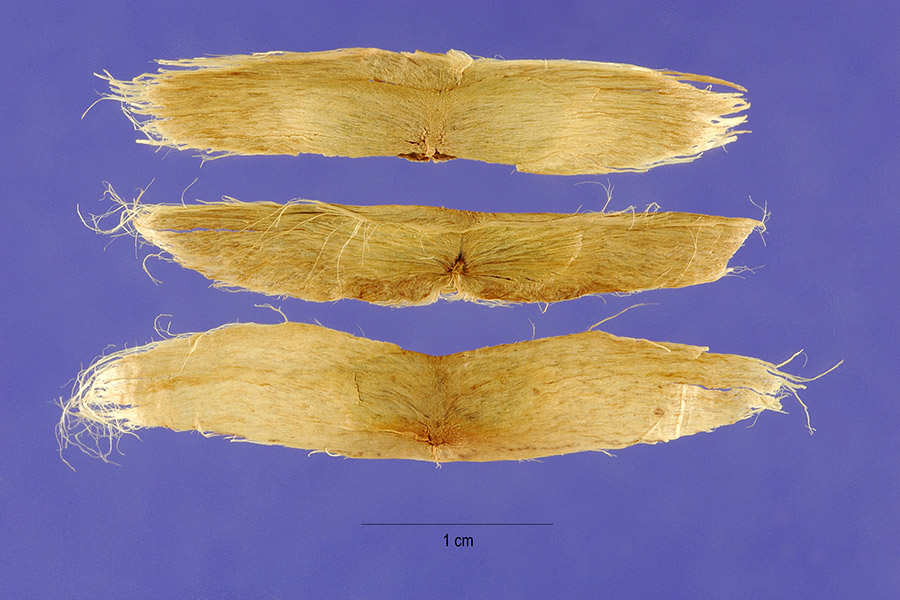
насіння